# Aston Abbotts
Aston Abbotts es un pueblo y una parroquia civil del distrito de Aylesbury Vale, en el condado de Buckinghamshire (Inglaterra). Según el censo de 2001, Aston Abbotts estaba habitado por 404 personas en 159 viviendas.